# Будинок управителя Романівського цукрового заводу
Будинок управителя Романівського цукрового заводу — пам'ятник архітектури місцевого значення, розташований у селі Малий Вистороп Лебединського району Сумської області. Побудований у 1870 році.

## Історія та опис пам'ятки
Бурхливий розвиток Малого Висторопу розпочався після будівництва на місці сучасного Маловисторопського коледжу ім. П. С. Рибалка Сумського національного аграрного університету Харково-Романівського цукрового заводу. Перша продукція якого була випущена у 1845 році.
У 1895 році до заводу була прокладена ширококолійна залізнична гілка від лінії Боромля — Лебединська, місце проходження якої можна прослідкувати на супутникових картах, або безпосередньо на місці.
Справжня перлина Слобожанщини — колишній будинок управителя Романівського цукрового заводу. Це незвичайний казковий будинок, частина якого побудована з дерева, а частина з цегли. Його об'єми з різноманітними баштами і шатровим дахом створюють романтичний образ райського куточка, який головним фасадом звернений у бік пониження рельєфу до заплави річки Легань. Прилегла до будинку територія створює гармонійну композицію з підпірними стінками, металевими структурними гратами для витких в літню пору рослин і затишною альтанкою у мавританському стилі з великим куполом. Завдяки розташуванню на падінні рель'єфу, будинок має різну поверховість. В його композицію органічно включені тераси.
Перший поверх побудований з цегли, другий — дерев'яний, обкладений цеглою. Над західною частиною будівлі облаштований третій поверх, дерев'яний, завершений високими покрівлями.
Велично оформлений головний північний фасад. Асиметричний та ускладнений двома ризалітами. Західний — прямокутний, півтораповерховий, має пологий щипець з пінаклями. Центральний гранований ризаліт двоповерховий, над ним побудована дерев'яна восьмигранна вежа, увінчана гранованим шатром з ліхтариком і люкарнами. До цієї вежі примикає кубічна дерев'яна надбудова з високим мансардним дахом, люкарнами і дерев'яним ажурним балконом. Завдяки багаточисленним надбудовам, фронтонам, незвичайним кольоровим поєднанням, дахами різноманітних форм будівля має дуже активний і мальовничий силует.
Будинок управителя цукрового заводу у с. Малий Вистороп є одним з найбільш виразних творів архітектури цегляного стилю періоду пізнього історизму.

## Сьогодення
Від виробничих цехів Романівського цукрового заводу практично нічого не залишилося (розібраний у кінці 20-х років XX століття). У будинку розташована експозиція Народного меморіального музею двічі Героя Радянського Союзу, маршала бронетанкових військ Павла Семеновича Рибалко. Пам'ятка поступово руйнується.

## Світлини

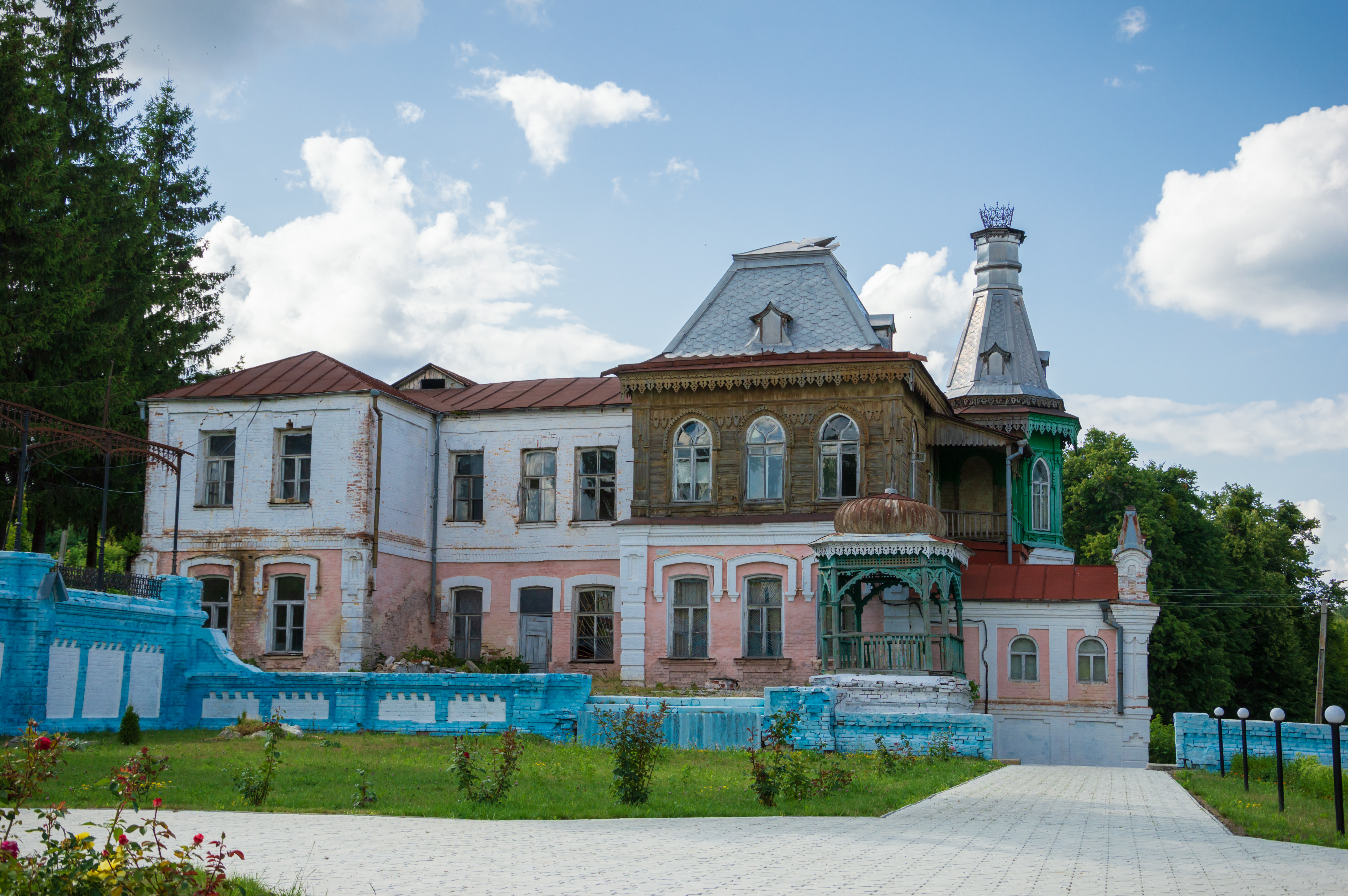
Вид з південно-східного боку
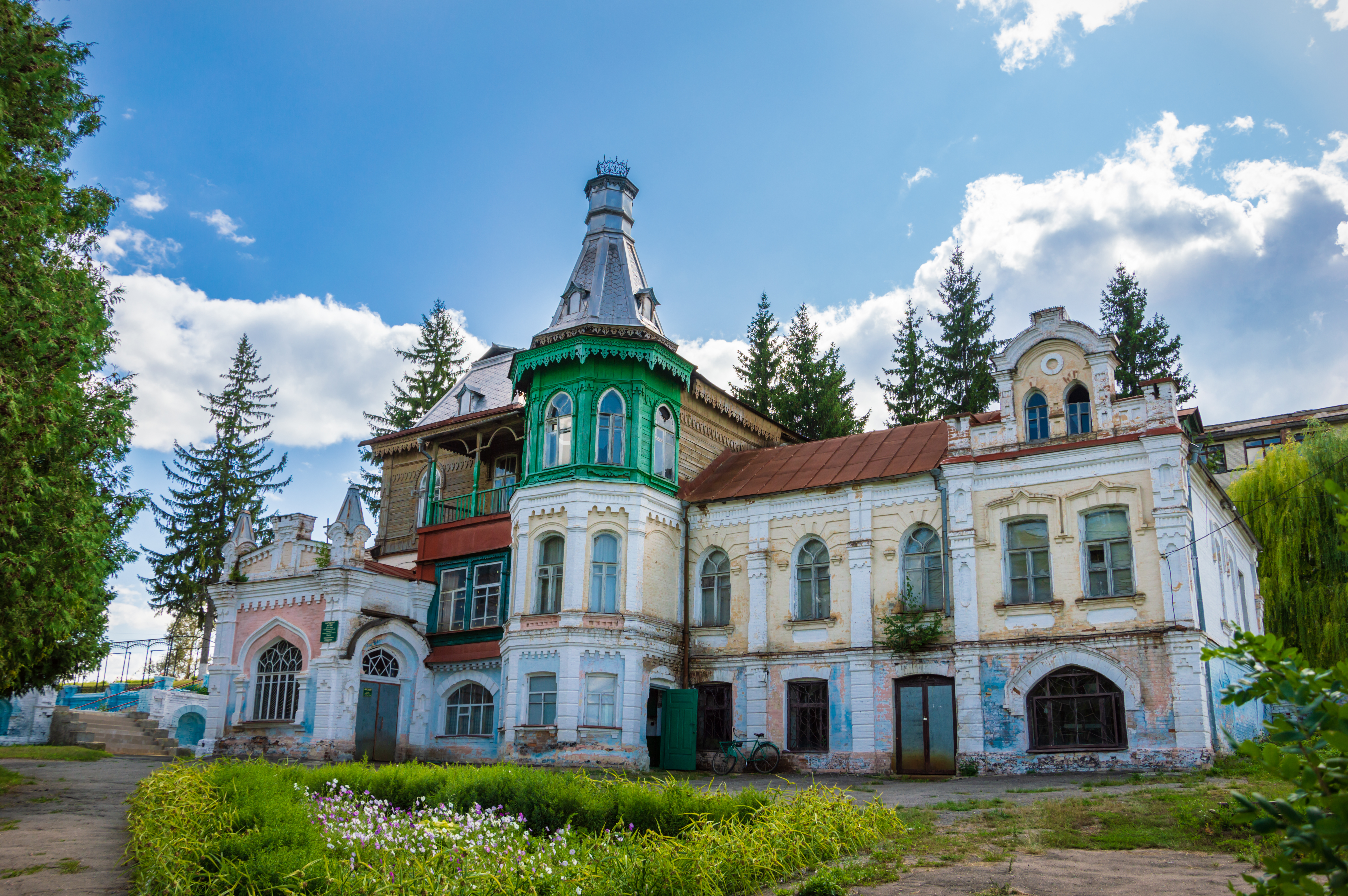
Головний фасад пам'ятки
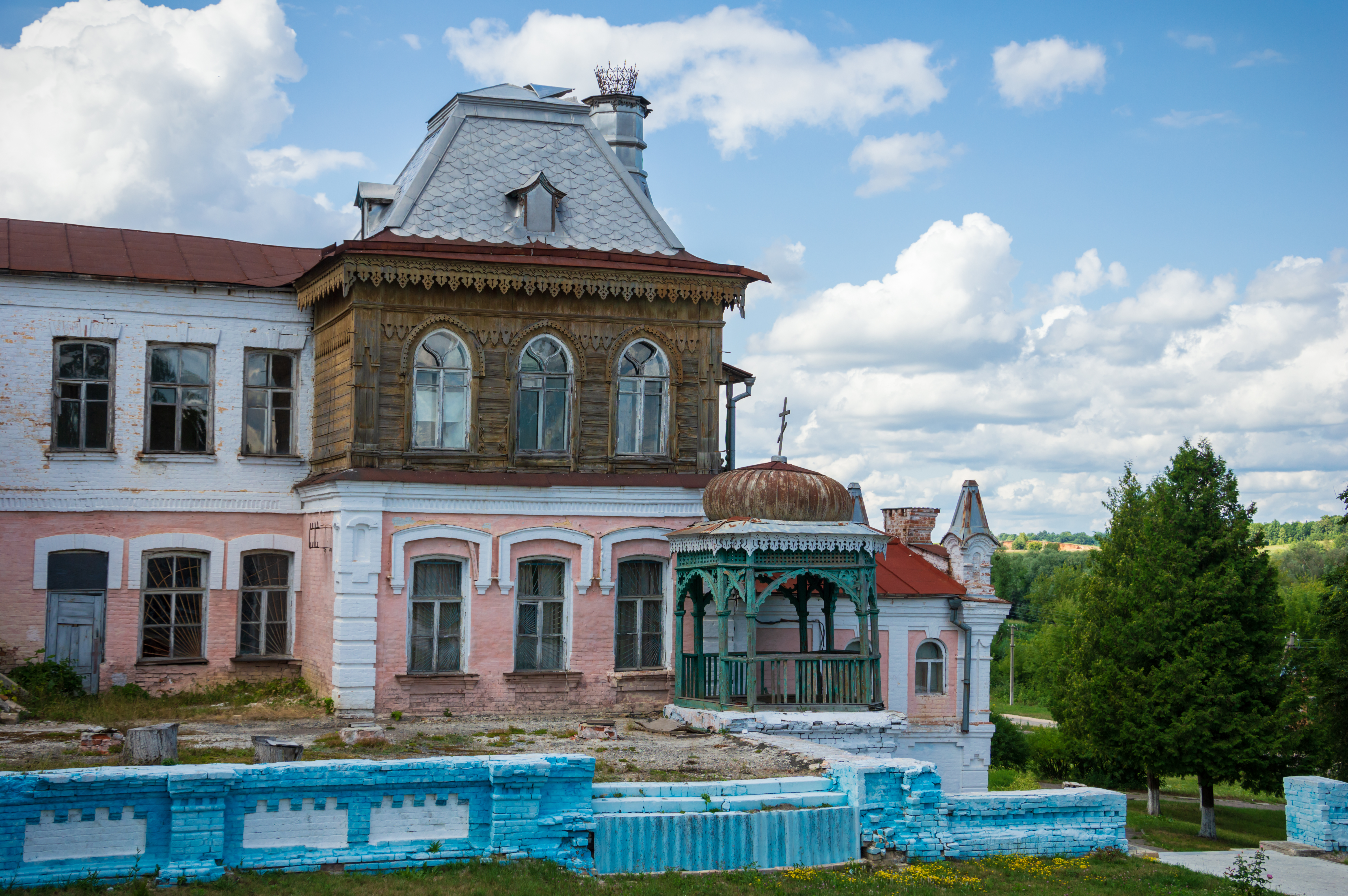
Будинок управителя та альтанка
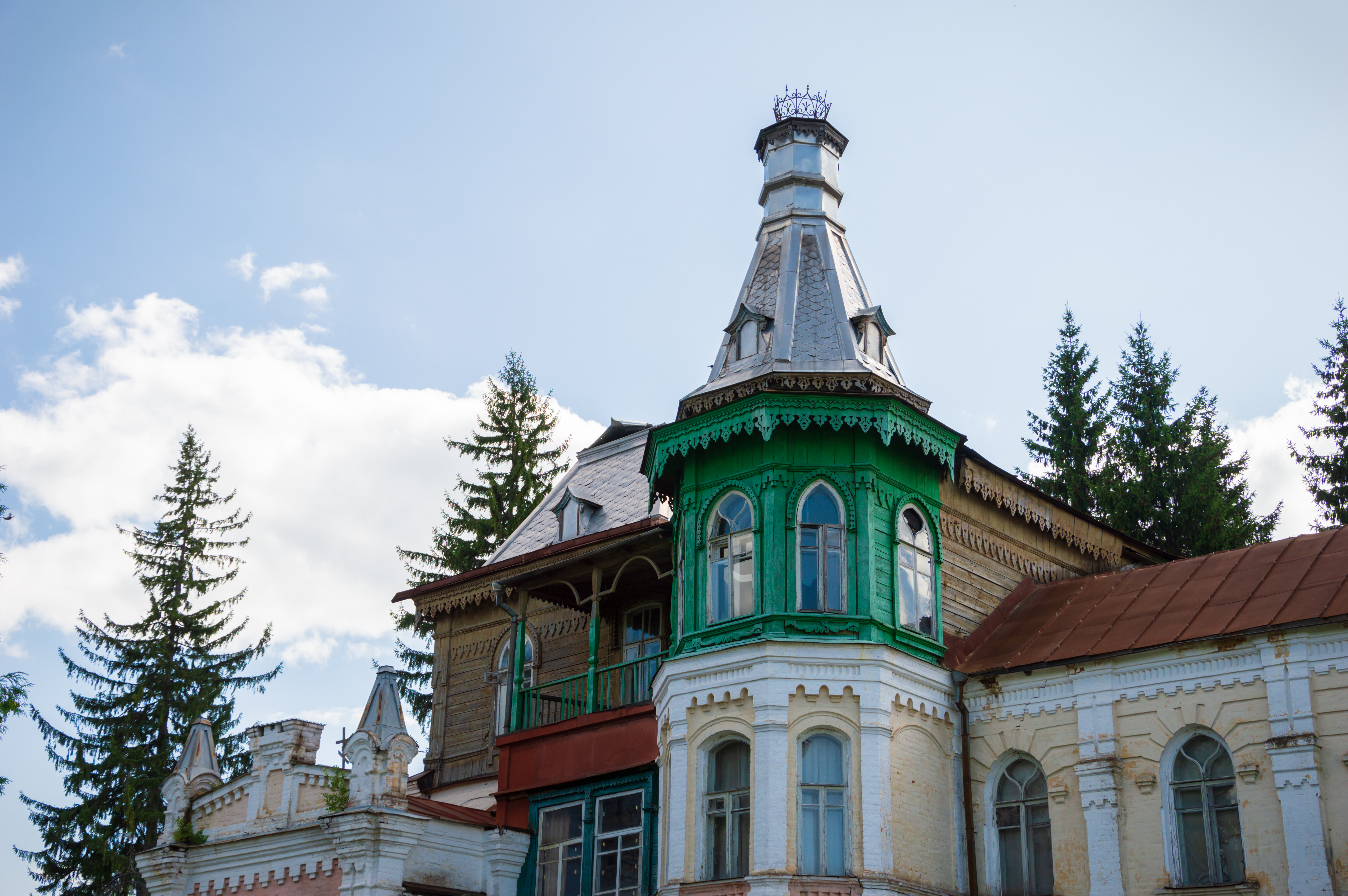
Дерев'яна восьмигранна вежа з надбудовою
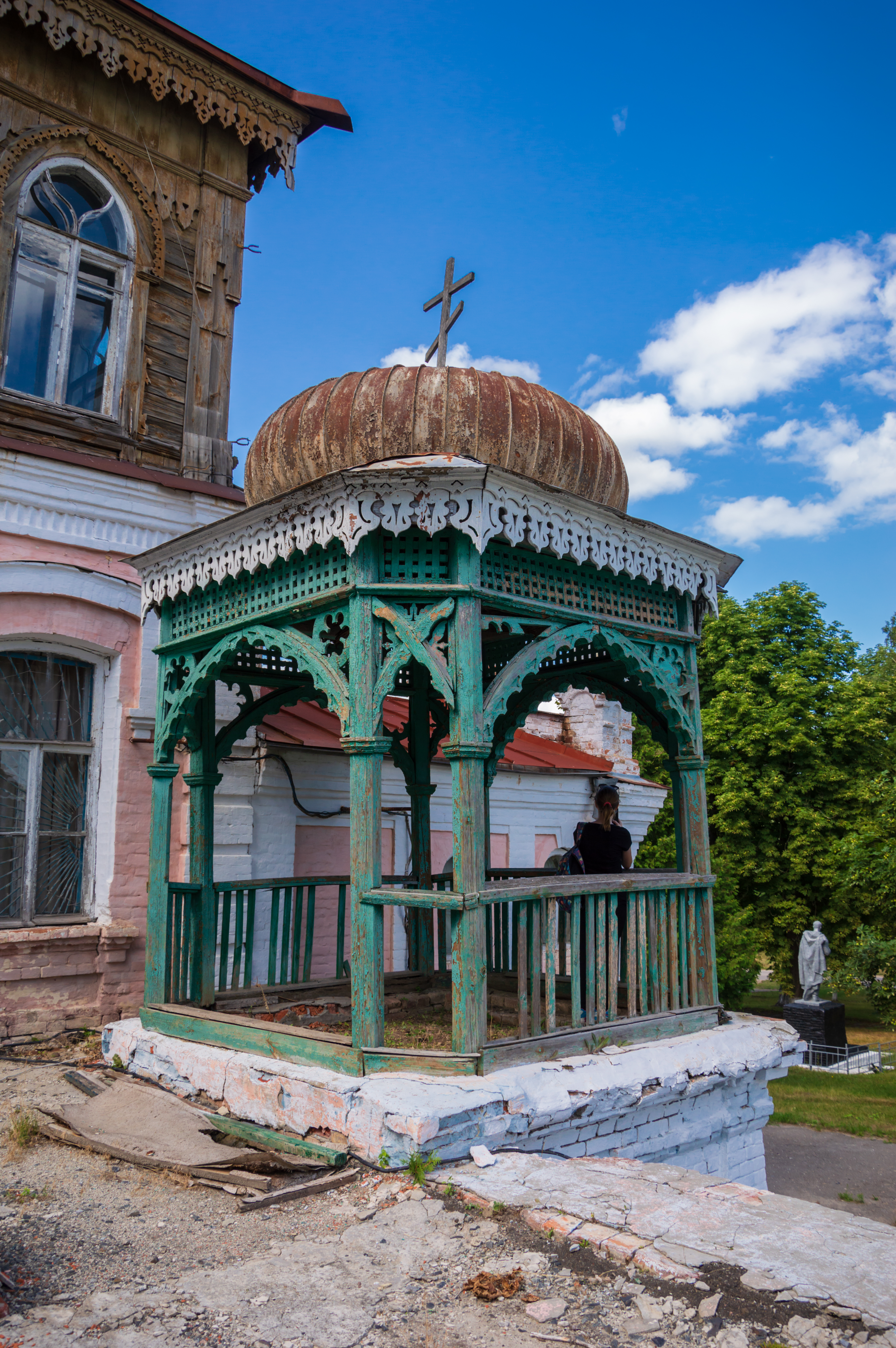
Альтанка
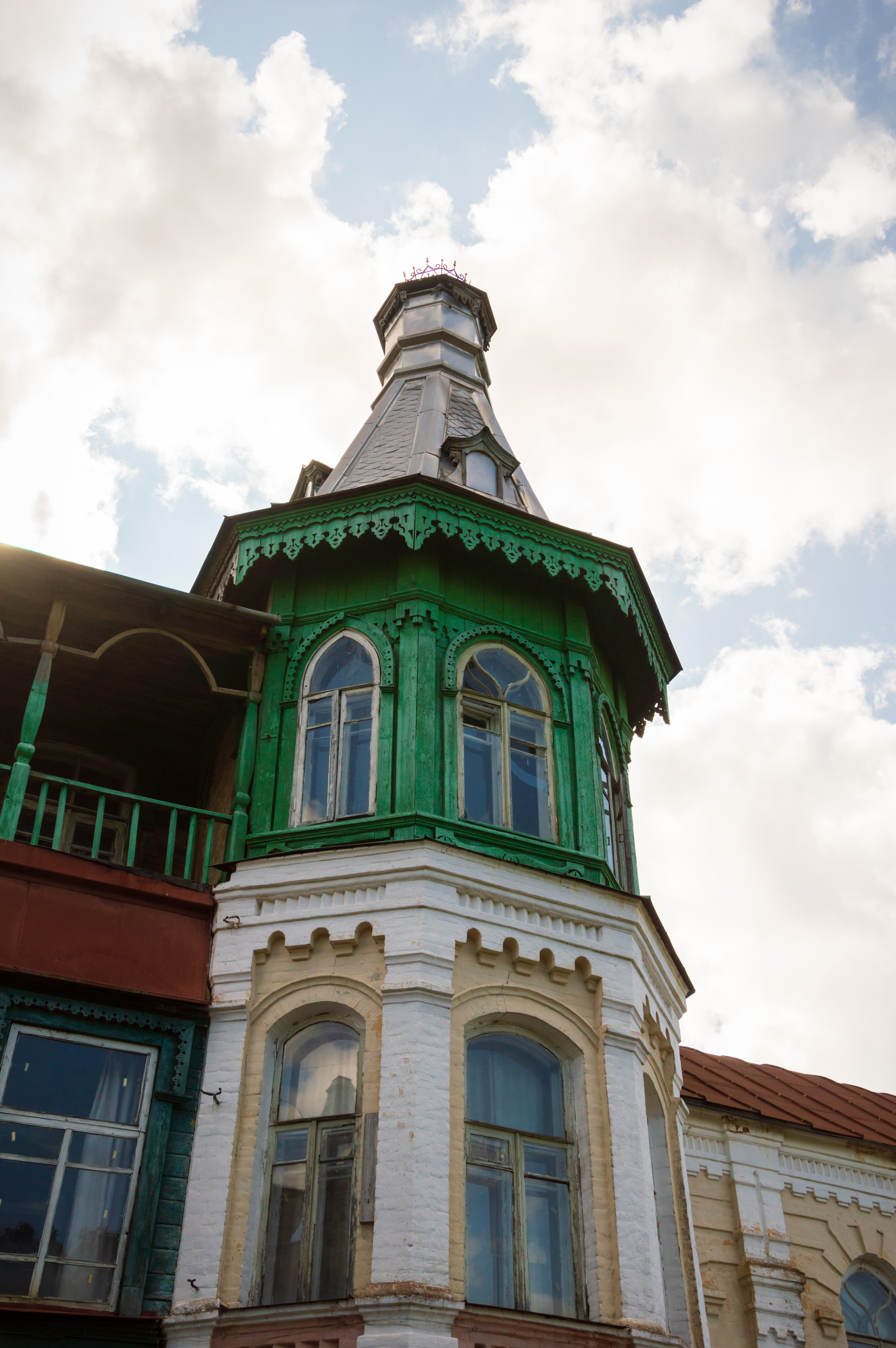
Восьмигранна вежа
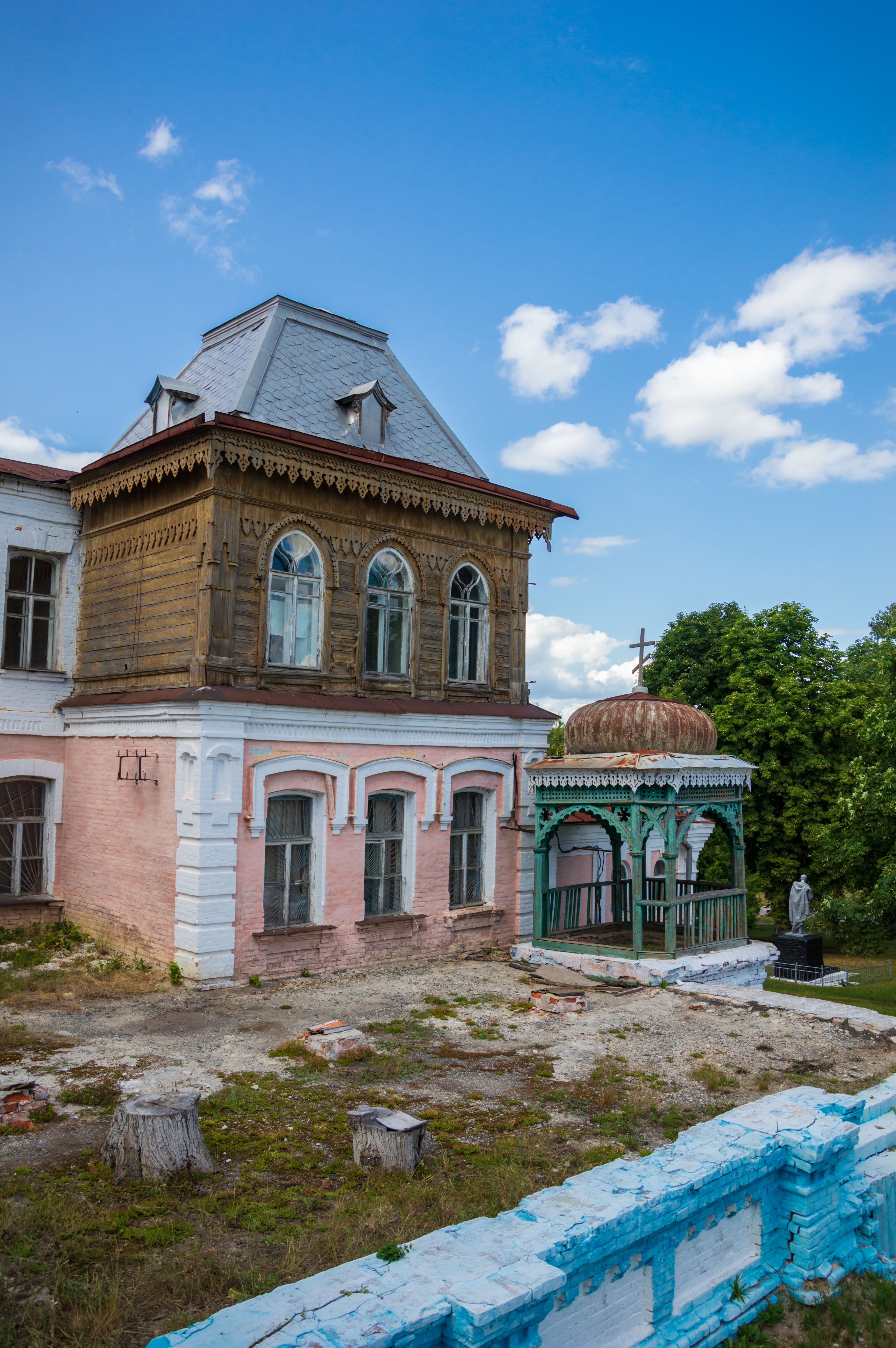
Альтанка та пам'ятка